# Скобелев, Сергей Петрович
Сергей Петрович Скобелев (род. 25 сентября 1953) — российский учёный-радиофизик, доктор физико-математических наук (2014), профессор.
Родился в 1953 году в с. Брынь Думиничского района Калужской области.
Окончил МФТИ в 1977 году по специальности Радиоэлектронные устройства.
С 1977 по 1981 год инженер-исследователь в НИИ Радиофизики С 1981 по 1984 год учился в очной аспирантуре МФТИ, защитил диссертацию на тему «Антенны и устройства сверхвысоких частот».
С 1985 года работает в антенном отделе ОАО «Радиофизика»: ведущий инженер (1985—1987), научный сотрудник (1987—1991), старший научный сотрудник (1991—1998), с 1998 года ведущий научный сотрудник ОАО «Радиофизика».
Доцент, с 2016 профессор МФТИ, читает курс лекций «Прикладная электродинамика».
Доктор физико-математических наук (2014), тема диссертации «Фазированные антенные решетки с секторными парциальными диаграммами направленности».
С 2002 по 2004 г. работал в качестве приглашенного исследователя в Антенной группе Чалмерского технологического университета в г. Гётеборг, Швеция; в 2006—2007 гг. — в Лаборатории радио-изображений Норсумбрийского университета (Ньюкасл, Великобритания).
Специалист в области теории и техники антенн, а также — аналитических и численных методов электродинамики. Опубликовал более 70 статей в ведущих отечественных и международных журналах и более 70 статей в трудах отечественных и международных научных конференций.
Получил 7 авторских свидетельств на изобретения в области фазированных решеток.
Автор монографии «Фазированные антенные решетки с секторными парциальными диаграммами направленности», М.: Физматлит, 2010, и её англоязычную версию «Phased array antennas with optimized element patterns», Norwood, MA (USA): Artech House, 2011.
Был одним из организаторов 10-й Международной школы-семинара по дифракции и распространению волн (Москва, 1993 г.) и 28-й Международной конференции по теории и технике антенн (Москва, 1998 г.).
Сопредседатель секции «Фазированные решетки» на Международной конференции по электромагнетизму в современных приложениях (г. Турин, Италия, 1999 г.) и секции «Анализ фазированных решеток» на Международной конференции по системам и технологии фазированных решеток (г. Дана Пойнт, США, 2000 г.).